# Die Abenteuer des Apollo – Der Turm des Nero
Die Abenteuer des Apollo – Der Turm des Nero (engl. Original: The Trials of Apollo, Book 5: The Tower of Nero) ist ein Jugendbuch des Autors Rick Riordan. Es ist der fünfte und letzte Band der Fantasy-Reihe Die Abenteuer des Apollo.

## Beschreibung des Werks
Der Turm des Nero ist der letzte Teil einer fünfteiligen Fantasy-Reihe Die Abenteuer des Apollo basierend auf der griechischen Mythologie. Es spielt in der heutigen Zeit und handelt von Apollo, einem olympischen Gott, der als Strafe von Zeus auf die Erde geschickt wurde. Er versucht ohne göttliche Kräfte alle antiken Orakel aus der Macht dreier römischer Kaiser zu befreien, um wieder auf den Olymp zurückkehren zu können und wieder ein Gott zu werden. Es ist in gewisser Weise die Fortsetzung der Percy-Jackson-Reihe sowie der Helden-des-Olymp-Reihe und spielt auch in derselben Welt wie diese.

## Veröffentlichungen
Das Buch erschien auf Englisch 2020 unter dem Titel The Trials of Apollo, Book 5: The Tower of Nero im Disney Hyperion Verlag. Die deutschsprachige Veröffentlichung erfolgte im Sommer 2021 unter dem Titel Die Abenteuer des Apollo – Der Turm des Nero im Carlsen Verlag. Die deutsche Übersetzung stammt von Gabriele Haefs.

## Handlung
Bei ihrer Rückkehr nach New York begegnen Lester und Meg einer Amphisbaena, die die zweite Strophe der Terza-Rima-Prophezeiung rezitiert. Innerhalb weniger Minuten werden sie von Neros Gallier Luguselwa oder Lu und ihren Germani angegriffen. Nachdem sich herausstellt, dass Luguselwa auf ihrer Seite ist, können Meg und Apollo mit dessen Hilfe entkommen. Das Trio erreicht die Upper East Side, wo sie Percy Jackson um Hilfe bitten wollen, doch stattdessen auf Percys Mutter Sally Jackson, seinen Stiefvater Paul Blofis, sowie seine neugeborene Schwester Estelle treffen. Sie erfahren, dass Percy gemeinsam mit Annabeth an der Westküste ist. Schließlich planen sie, Nero zu besiegen, indem sie bei Tageslicht gegen Lu kämpfen und Apollo ihn vom Gebäude stößt, damit Nero glaubt, dass Lu auf seiner Seite ist. Nero kann den Kampf durch eine Sicherheitskamera beobachten. Alles verläuft nach Plan. Dann benutzen Meg und Lester das Taxi der Grauen Schwestern, um nach Camp Half-Blood zu gelangen. Die Grauen Schwestern rezitieren eine weitere Strophe der Prophezeiung. Im Camp angekommen stellen sie fest, dass Chiron zu einem Treffen mit Göttern anderer Pantheons aufgebrochen ist. (Darunter auch Bastet aus den Kane Chroniken und Mímir aus Magnus Chase, sowie den Göttern aus Asgard) Er will mit ihnen ein „gemeinsames Problem“ besprechen.
Apollo unterdessen genießt ein nicht so herzliches Willkommen von seinem Halbbruder Dionysos, dem Camp-Manager. Nachdem er ohnmächtig geworden ist, sieht er in seinen Träumen, dass sein Plan funktioniert. Lu hatte Nero von ihrem Entkommen erzählt, woraufhin Nero ein Ultimatum stellt: Wenn Lester und Meg nicht innerhalb von zwei Tagen kapitulieren, wird Manhattan brennen. Am nächsten Tag treffen sich Apollo, Meg, Will und Nico mit Rachel Elizabeth Dare, um das weitere Vorgehen zu besprechen. 
Nach dem Gespräch und einer Entscheidung Neros Feuer-Wannen, mit welchen dieser Manhattan in Brand setzen möchte, mithilfe von Höhlenbewohnern zu zerstören, um zu verhindern, dass Nero seinen Plan umsetzen kann. Dann verkündet Rachel eine Prophezeiung. Jedoch mischt sich Python ein und eine Horde tauri silvestres (eine Art riesiger Stiere) greift an. Die Fünf schaffen es gerade so aus dem zerstörten Haus und es gelingt ihnen schließlich knapp zu flüchten. Dabei werden Lester/Apollo und Meg in einen Kampf mit einigen der Stiere verwickelt. 
Nachdem es ihnen gelungen ist, lebend den Turm des Nero zu betreten, wird Apollo/Lester gefangen genommen und Meg gelangt erneut in die Obhut ihres Stiefvaters Nero. In einem länger anhaltenden Kampf gelingt es Apollo/Lester und Meg schließlich, den Turm des Nero zu zerstören und Nero endgültig zu besiegen. Zudem schafft es Apollo seinen alten Erzfeind Python in Delphi zu besiegen. 
Das Buch und damit die gesamte Reihe enden damit, dass Meg sich im Haus ihres Vaters niederlässt und mit den Dryaden und Pflanzen dort lebt. Apollo wird wieder zum Gott erhoben.

## Hauptcharaktere
Halbgötter
- Meg McCaffrey, Tochter der Demeter
- Nico di Angelo, Sohn des Hades
- Will Solace, Sohn des Apollo

Götter
- Apollo, derzeit als Strafe menschlich (unter dem Namen Lester Papadopoulus)
- Zeus
- Artemis

Menschen
- Rachel Elizabeth Dare, aktuelles Orakel von Delphi
- Nero, einer der drei römischen Kaiser, die gegen die Halbgötter kämpfen und Stiefvater von Meg
- Commodus, einer der drei römischen Kaiser, die gegen die Halbgötter kämpfen
- Caligula, einer der drei römischen Kaiser, die gegen die Halbgötter kämpfen

andere Wesen
- Chiron

## Rezensionen und Erfolge
Der Toronto Star führte das Buch Anfang November 2020 auf der Liste der "Toronto Star bestsellers for the week" in der Kategorie "CHILDREN’S AND YOUNG ADULT" auf Platz 8. Für Publishers Weekly steht das Buch an der Spitze der PW's Most-Read Children's and YA Stories of 2020 und steht bei dem Magazin gleichzeitig in den Top Ten der "2020 Children's Bestsellers: Graphic Novel Powerhouses, Beloved Picture Books, and More".